# Gobiesox adustus
Gobiesox adustus är en fiskart som beskrevs av Jordan och Gilbert 1882. Gobiesox adustus ingår i släktet Gobiesox och familjen dubbelsugarfiskar. IUCN kategoriserar arten globalt som livskraftig. Inga underarter finns listade i Catalogue of Life.